# Jan Glapiak

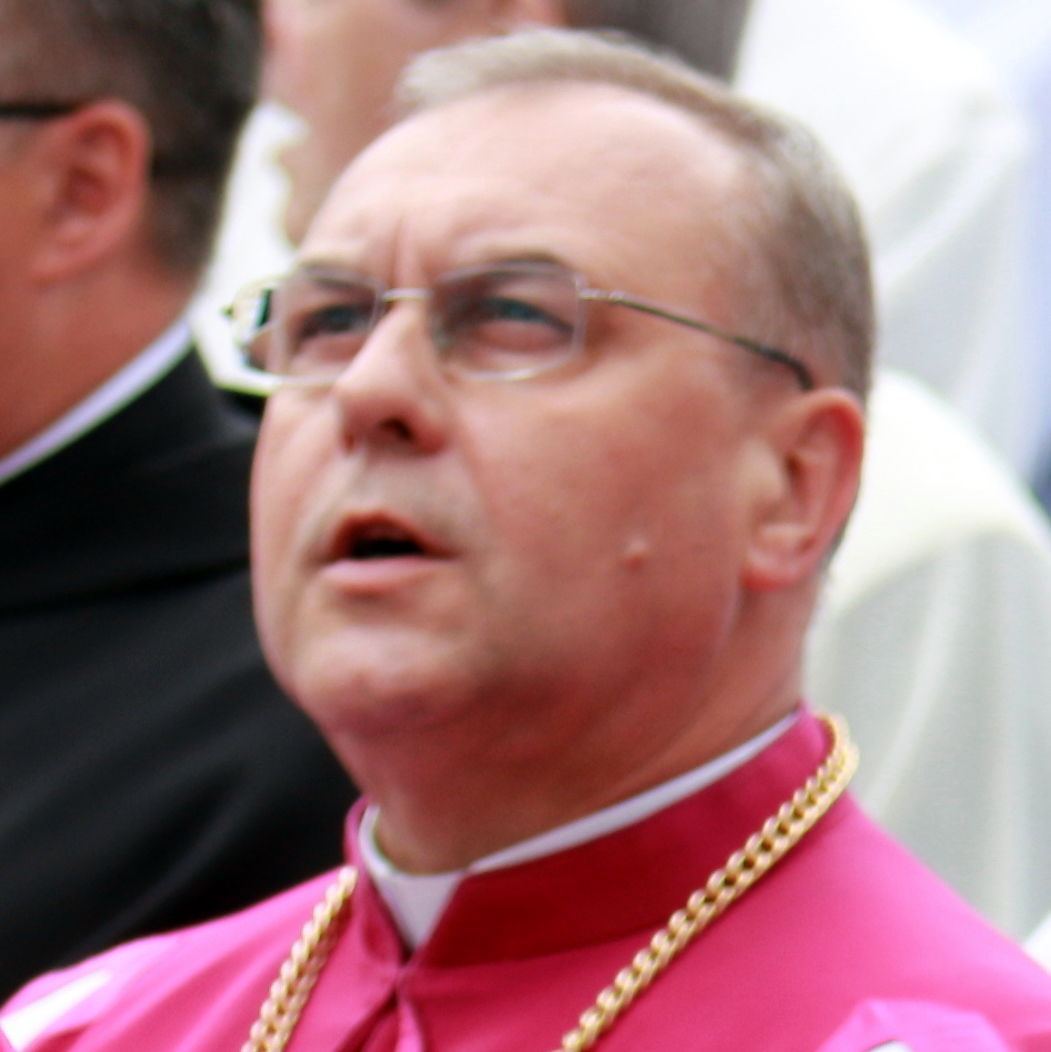
Jan Glapiak (2018)

Bischofswappen von Jan Glapiak

Jan Glapiak (* 26. Dezember 1959 in Leszno) ist ein polnischer römisch-katholischer Geistlicher und Weihbischof in Posen.

## Leben
Jan Glapiak studierte Philosophie und Katholische Theologie am Priesterseminar in Posen. Am 24. Mai 1984 empfing er durch den Erzbischof von Posen, Jerzy Stroba, das Sakrament der Priesterweihe.
Glapiak wirkte von 1984 bis 1989 als Pfarrvikar der Pfarrei Unsere Liebe Frau von Tschenstochau in Posen. Anschließend wurde er für weiterführende Studien nach Spanien entsandt, wo er 1993 an der Universität Navarra in Pamplona im Fach Kanonisches Recht promoviert wurde. Nach der Rückkehr in seine Heimat war Jan Glapiak an der Diözesankurie des Erzbistums Posen und als Spiritual am Priesterseminar in Posen tätig. Von 1996 bis 2002 war er Diözesankanzler. Danach wurde Glapiak Leiter der Rechtsabteilung und des Diözesanbüros für Liturgie sowie Verantwortlicher für die Pastoral an den Heiligtümern. Ab 2019 war er zudem bischöflicher Delegat für den Kinderschutz und Ehrendomherr am Posener Dom. Ferner gehörte er dem Priesterrat und dem Konsultorenkollegium des Erzbistums Posen an.
Am 15. November 2021 ernannte ihn Papst Franziskus zum Titularbischof von Bisica und zum Weihbischof in Posen. Der emeritierte Weihbischof in Posen, Zdzisław Fortuniak, spendete ihm am 19. Dezember desselben Jahres im Posener Dom die Bischofsweihe; Mitkonsekratoren waren der Bischof von Kalisz, Damian Bryl, und der Weihbischof in Posen, Szymon Stułkowski. Sein Wahlspruch Ecce mater tua („Siehe, deine Mutter“) stammt aus Joh 19,27 .